# Hypnum jacquemontii
Hypnum jacquemontii là một loài Rêu trong họ Hypnaceae. Loài này được Bruch & Schimp. ex Müll. Hal. mô tả khoa học đầu tiên năm 1851.